# 裁判官
裁判官，又稱裁判司、推事、太平紳士，是指在各種政府體系和司法體系中執行法律的文職人員。在古羅馬，政務官（magistratus）是最高級別的官員之一，可執行司法和行政權力。到現代，在某些司法管轄區，裁判官是在下級法院審理案件的司法人員，通常處理較輕微的案件。例如在香港裁判法院（昔日的裁判司署），最高刑罰一般為監禁2年和罰款10萬元。在英格蘭和威爾斯，裁判官是指沒有受過正式法律培訓的志願人員，在處理輕微事項方面發揮司法作用。

## 外部連結
- Become a magistrate (GOV.UK, England and Wales)（页面存档备份，存于）
- Criminal courts - magistrates' courts (GOV.UK, England and Wales)（页面存档备份，存于）
- How sentencing works: You be the Judge（页面存档备份，存于）